# Laura (Kartoffel)

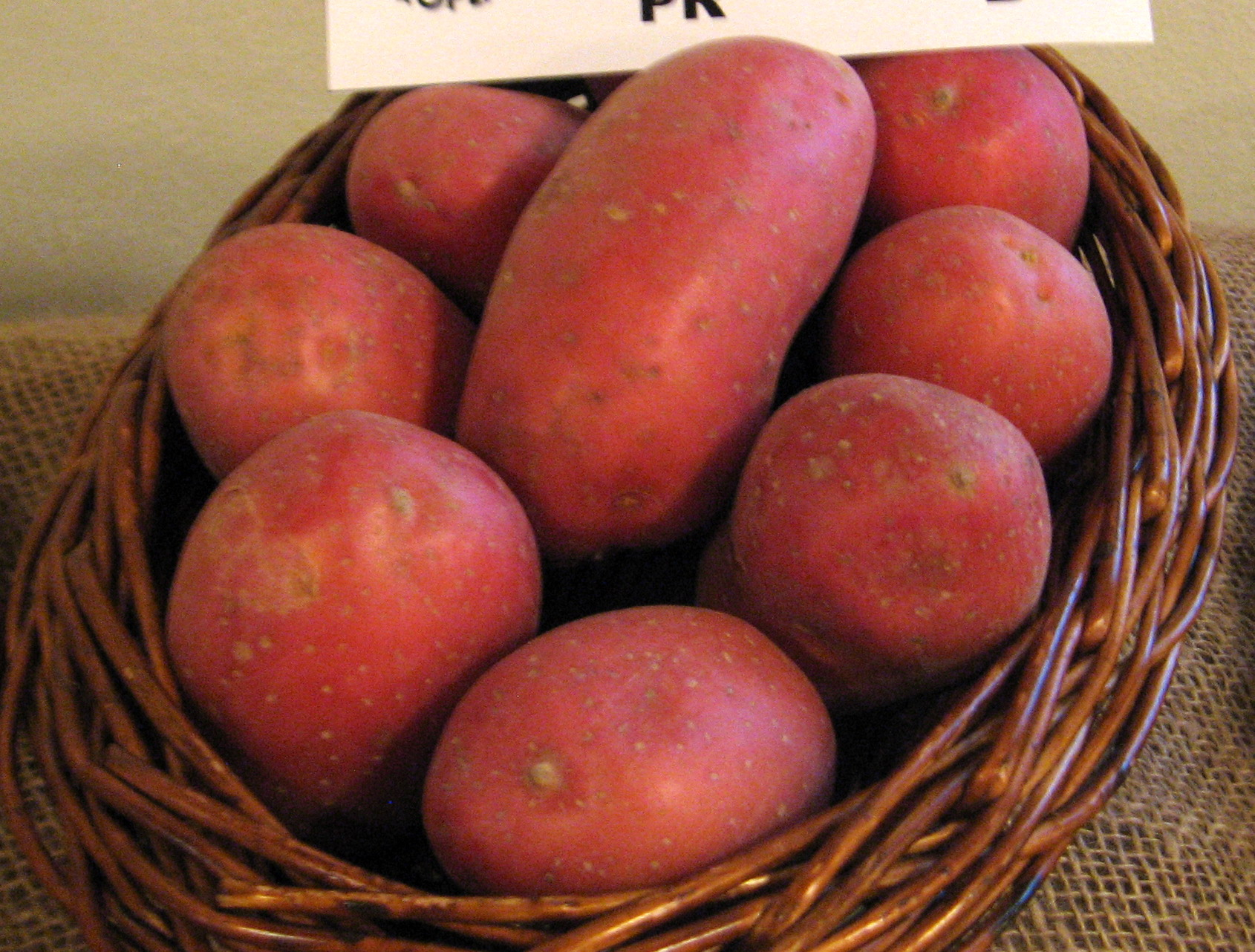
Kartoffel Laura

Laura ist eine mittelfrühe, vorwiegend festkochende Speisekartoffelsorte.
Diese Kartoffelsorte zeichnet ihre rote Schale bei gleichzeitig tiefgelbem Fleisch aus. Laura wurde 1998 in Österreich zugelassen und bildet ovale Knollen aus. Die Augen liegen sehr flach bis flach. Sie ist unempfindlich gegenüber Beschädigungen und weist hohe Resistenzen gegenüber
Kartoffelschorf, Blattrollvirus sowie die Kartoffelviren A und Y auf.
Anfällig ist sie für Kartoffelkrebs und Kartoffelnematoden. Manche Literaturquellen raten von dem Einsatz des Herbizidwirkstoffs Metribuzin sowohl in Vorauflauf als auch in Nachauflaufbehandlungen ab.